# 점암정류장
점암정류장은 전라남도 신안군 지도읍 해제지도로 1952-1 (감정리 1689)에 위치했던 버스정류장이었다. 금호고속이 전 노선을 독점하고 있는 것이 특징이였는데 현재 점암정류장은 철거되어 패쇄되었다.

## 주요 운행 노선
- 아래의 노선은 폐지되었다.

### 시외버스
| 운행 노선       | 운행업체 | 운행구간 | 운행구간 | 운행구간 | 경유지                                     | 배차 간격 | 시간표                                      |
| --------------- | -------- | -------- | -------- | -------- | ------------------------------------------ | --------- | ------------------------------------------- |
| 점암 ↔ 서울남부 | 금호고속 | 점암     | ↔        | 서울남부 | 지도, 무안                                 | 1회       | 10:40                                       |
| 점암 ↔ 광주     | 금호고속 | 점암     | ↔        | 광주     | 지도, 현경, 무안, 함평, 다시, 나주, 진월동 | 70~80분   | 첫차:07:00(점암 기준) 막차:19:10(점암 기준) |
| 점암 ↔ 목포     | 금호고속 | 점암     | ↔        | 목포     | 지도, 현경, 무안, 청계                     | 90분      | 첫차:08:15(점암 기준) 막차:18:40(점암 기준) |

### 농어촌버스
- 신안군의 농어촌버스 시간표[깨진 링크(과거 내용 찾기)]

## 특이 사항
- 수도권으로 가는 시외버스의 경우 중간 경유지로 구성되어 있으나 횟수가 적은편이다.
- 일부 노선의 경우 직통과 직행이 공존하고 있다.